# République fédérale d'Amérique centrale
1823–1839
Entités précédentes :
- Premier Empire mexicain

Entités suivantes :
- Costa Rica (1839)
- Guatemala (1839)
- Honduras (1839)
- Nicaragua (1839)
- Los Altos (1839)
- Salvador (1839)

Les Provinces-Unies d'Amérique centrale (en espagnol : Provincias Unidas del Centro de América) sont une république fédérale d'Amérique centrale ayant existé entre juillet 1823 et 1839. En 1824, la fédération prend le nom de république fédérale d'Amérique centrale (en espagnol : República Federal de Centroamérica). Sa capitale fédérale est Guatemala jusqu'en 1834 puis brièvement Sonsonate (Salvador) et enfin San Salvador de 1834 à 1839.
Basée sur le modèle des États-Unis d'Amérique, les Provinces-Unies d'Amérique centrale sont composées des États du Guatemala, du Salvador, du Honduras, du Nicaragua et du Costa Rica, issus du Premier Empire mexicain. Le Chiapas opte pour le rattachement au Mexique à l'issue du processus de consultation des populations locales. Dans les années 1830, un sixième État est inclus : Los Altos, dont la capitale est Quetzaltenango, qui correspond à ce qui est aujourd'hui l'Ouest du Guatemala.

## Histoire
Cette fédération est issue du découpage administratif de l'empire espagnol : la région est sous l'autorité de la Capitainerie générale du Guatemala jusqu'à la déclaration d'indépendance du 15 septembre 1821.

### L'indépendance ou l'association au Mexique
- Indépendance de l'Amérique centrale

À l'indépendance, le gouvernement provisoire a le choix entre la dislocation de la capitainerie générale en petits États, la formation d'un État fédéral ou l'annexion à l'Empire mexicain. Les municipalités de la région consultées votent pour l'annexion au Mexique. Au Salvador, l'annexion est rejetée mais les troupes mexicaines envahissent le territoire. Au Honduras, la municipalité de Tegucigalpa la refuse mais est contrainte par la municipalité voisine de Comayagua de l'accepter. Il y a une forte opposition à l'annexion au Costa Rica.
En 1823, l'empereur du Mexique Agustin Ier abdique et les députés centraméricains votent pour l'indépendance des Provinces-Unies d'Amérique centrale « de l'Espagne, du Mexique ou de toutes autres nations » le 1er juillet. Seul le Chiapas reste alors attaché au Mexique.

### Création de la Fédération
L'Assemblée constituante fédérale, présidée par José Matías Delgado, promulgue la première Constitution fédérale le 22 novembre 1824 et baptise le pays « république fédérale d'Amérique centrale ».
Sur le plan de l'organisation, d’intenses débats opposent libéraux et conservateurs, ainsi que sur le modèle de gouvernement à proclamer : État unitaire ou fédéral. Les libéraux préfèrent ce dernier modèle tandis que les conservateurs optent pour un État centralisé. Finalement, les libéraux l’emportent et le système fédéral se base sur celui des États-Unis. L’esclavage est également aboli au cours de cette Assemblée constituante, qui publie à titre provisoire les bases de la Constitution fédérale fonctionnant comme une constitution temporaire. Elle publie le 22 novembre 1824 la Constitution de la république fédérale d’Amérique centrale de 1824, qui est restée en vigueur jusqu’à la dissolution de la Fédération en 1838.

### Une histoire mouvementée

Provinces unies d'Amérique centrale, 1823.

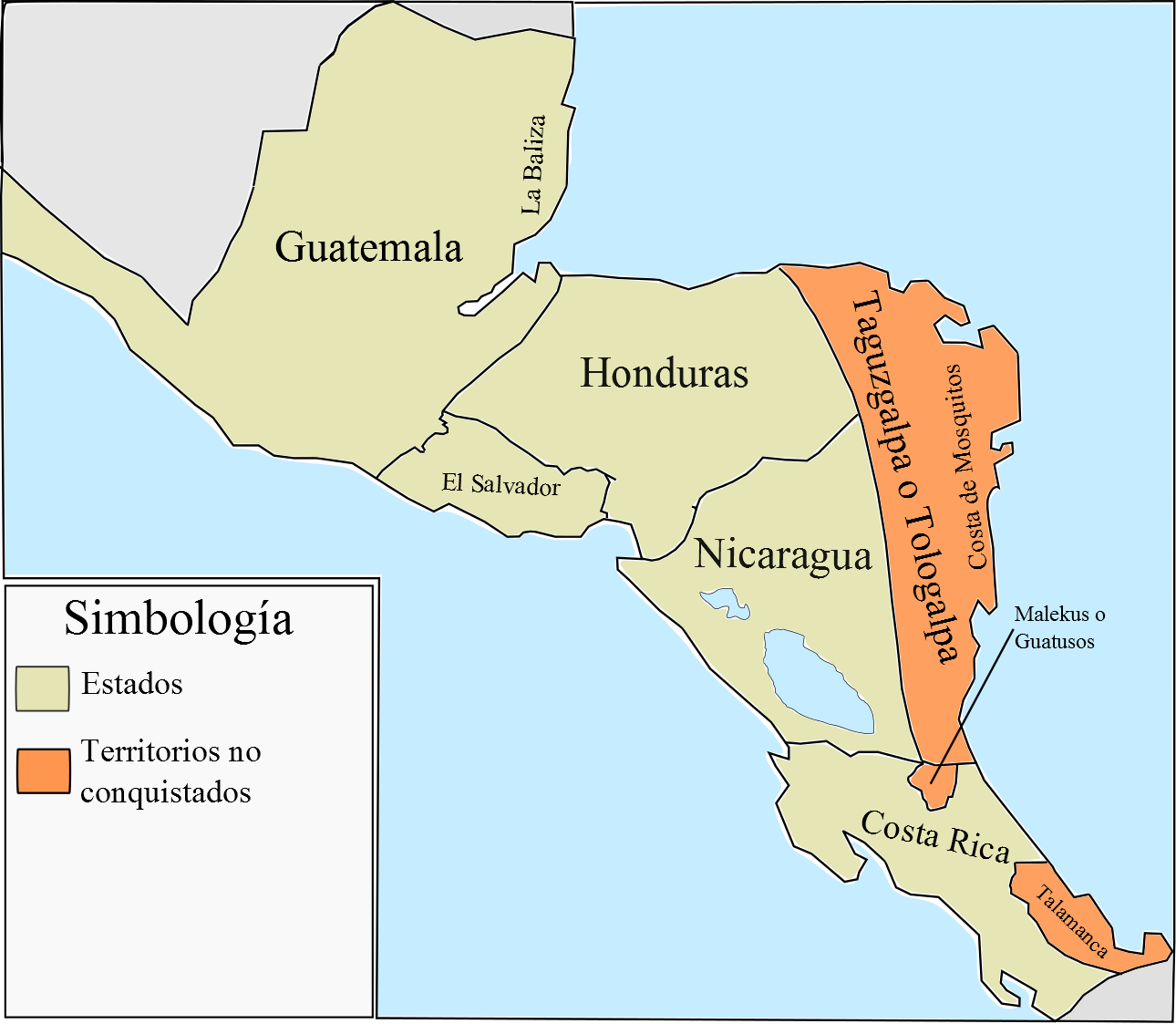
République fédérale d'Amérique centrale, 1826.

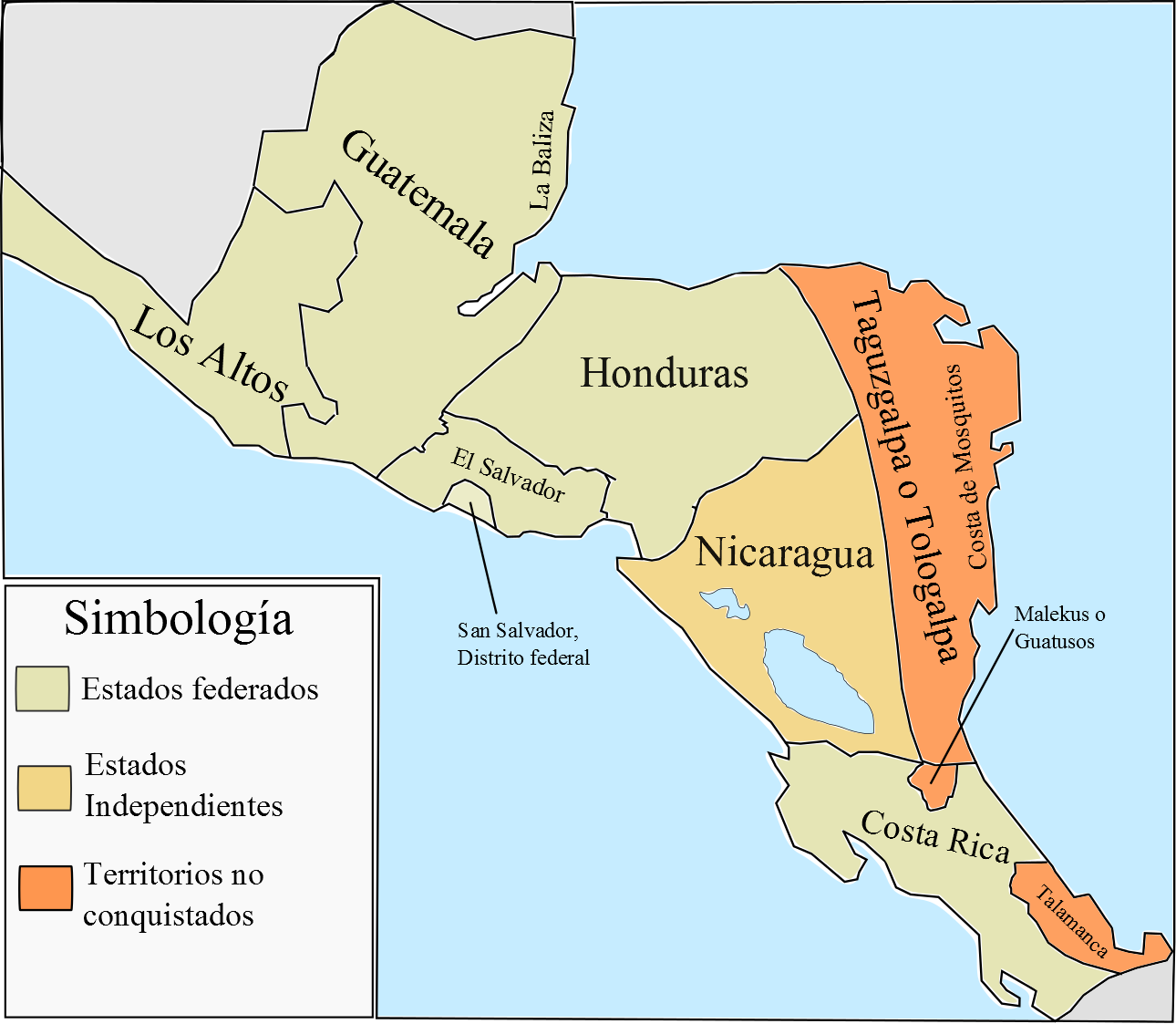
République fédérale d'Amérique centrale, 1838.

La fédération connaît ensuite de longs affrontements armés entre conservateurs (partisans de la dissolution de la fédération) et libéraux (partisans de la fédération). Entre 1825 et 1830, les municipalités nicaraguayennes de Granada et León se font une guerre civile. Le Salvador déclare par deux fois son indépendance en 1832 et 1834, mais le président Francisco Morazán envahit le pays et installe la capitale fédérale dans cette région rebelle pour mieux la contrôler.
Parti combattre le guatemaltèque Rafael Carrera, Francisco Morazán et son armée fédérale ne purent éviter la déclaration d'indépendance du Nicaragua le 30 avril 1838, puis du Honduras et du Costa Rica en octobre et novembre de la même année. Le Guatemala déclara son indépendance en 1839 et la fédération fut dissoute le 19 novembre 1839.

## Institutions et politique
Le drapeau aux trois bandes était inspiré de celui des Provinces-Unies du Río de la Plata, les deux bandes bleues symbolisaient les deux océans et la bande blanche l'Amérique centrale en paix. L'écusson au centre du drapeau représentait les cinq États par des volcans illuminés par le bonnet phrygien qui symbolise la liberté.
La fédération était menée par un président, un gouvernement et un parlement fédéral. Chaque État avait un chef d'État et un parlement local. Le débat politique était partagé entre les libéraux (fédéralistes, laïcs et promouvant les libertés économiques et individuelles) et les conservateurs (séparatistes, catholiques et promouvant les intérêts des grands propriétaires fonciers).
La fédération était fragilisée par :
- une opposition au projet fédéral menée par les conservateurs, l'Église catholique et les propriétaires terriens ;
- des infrastructures de transport et de communication très faibles et ne facilitant pas l'intégration de la région ;
- le désintérêt de la population ;
- le pouvoir de la capitale fédérale limité en dehors de son territoire ;
- de grands problèmes de trésorerie ;
- l'intervention de puissances étrangères (lutte entre la Grande-Bretagne et les États-Unis pour les voies de passage entre le Pacifique et l'Atlantique – différents projets de canal – et pour le contrôle des Caraïbes).

## Tentatives de restauration d'une fédération centraméricaine
Au cours du XIXe siècle et du XXe siècle, de nombreuses tentatives d'unification de l'Amérique centrale avortèrent à cause d'une faible volonté politique, d'une grande opposition des conservateurs et de l'instabilité politique de chaque État :
- En 1842, Francisco Morazán prend le pouvoir au Costa Rica, avec comme ambition de recréer la fédération, mais les Costaricains, soucieux de ne pas entrer dans un nouveau cycle de guerre, l'arrêtent et le fusillent ;
- Entre 1842 et 1846, la confédération d'Amérique centrale se compose du Guatemala, du Salvador, du Honduras et du Nicaragua ;
- Entre octobre et novembre 1852, le Salvador, le Honduras et le Nicaragua forment la fédération d'Amérique centrale ;
- En 1885, le président guatémaltèque Justo Rufino Barrios tente d'unir la région par la force mais il meurt en combattant l'armée salvadorienne ;
- Entre 1886 et 1898, le Salvador, le Honduras et le Nicaragua s'unissent en tant que grande république d'Amérique centrale ;
- Entre 1921 et 1922, la seconde fédération d'Amérique centrale est formée du Guatemala, du Salvador, du Honduras et du Costa Rica. Dès le début, cette seconde fédération est presque moribonde, n'ayant qu'un conseil fédéral provisoire composé de délégués de chaque État.

Au début du XXIe siècle, l'intégration politique et économique de la région se fait progressivement et selon le modèle européen. Certaines institutions régionales, comme un parlement centraméricain et une cour de justice régionale, ont été créées, mais la création d'un État fédéral n'est pas à l'ordre du jour.

## Présidents de la Fédération

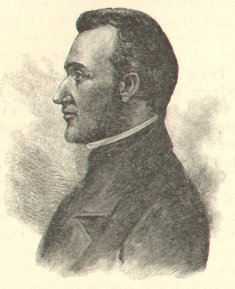
Francisco Morazán, président de la république fédérale d'Amérique centrale (1830-1834 et 1835-1839), est le symbole du fédéralisme centraméricain.

- 1825-1829 : Manuel José Arce y Fagoaga
- 1829-1830 : José Francisco Barrundia y Cepeda
- 1830-1834 : Francisco Morazán Quesada
- 1834 : José Cecilio del Valle (élu, meurt avant de prendre ses fonctions)
- 1834-1835 : José Gregorio Salazar y Castro
- 1835-1839 : Francisco Morazán Quesada
- 1839 : Diego Vijil y Cocaña